# Parva Liga 2017/18
In 2017/28 werd het 94ste voetbalseizoen van Bulgarije gespeeld. Het was het tweede seizoen onder de naam Parva Liga. De competitie werd gespeeld van 14 juli 2017 tot 25 mei 2018. PFK Ludogorets werd voor de zevende keer op rij kampioen. 
Voor het tweede jaar op rij werden de veertien clubs na 26 speeldagen gescheiden in een top zes die voor de titel streed en de overige acht clubs die tegen de degradatie vochten. 

## Eerste fase
| Plaats | Club                | Wed. | W  | G | V  | Saldo | Ptn. |
| ------ | ------------------- | ---- | -- | - | -- | ----- | ---- |
| 1.     | PFK Ludogorets      | 26   | 21 | 3 | 2  | 63:13 | 66   |
| 2.     | CSKA Sofia          | 26   | 19 | 6 | 1  | 59:14 | 63   |
| 3.     | Levski Sofia        | 26   | 14 | 8 | 4  | 37:14 | 50   |
| 4.     | Beroe Stara Zagora  | 26   | 12 | 9 | 5  | 33:24 | 45   |
| 5.     | Botev Plovdiv       | 26   | 11 | 9 | 6  | 44:29 | 42   |
| 6.     | FK Vereja           | 26   | 10 | 5 | 11 | 24:34 | 35   |
| 7.     | Slavia Sofia        | 26   | 8  | 8 | 10 | 34:37 | 32   |
| 8.     | Septemvri Sofia     | 26   | 9  | 4 | 13 | 25:42 | 31   |
| 9.     | Lokomotiv Plovdiv   | 26   | 8  | 7 | 11 | 22:37 | 31   |
| 10.    | Tsjerno More Varna  | 26   | 7  | 6 | 13 | 24:32 | 27   |
| 11.    | Pirin Blagoëvgrad   | 26   | 6  | 8 | 12 | 20:28 | 26   |
| 12.    | Doenav Roese        | 26   | 5  | 6 | 15 | 17:38 | 21   |
| 13.    | Etar Veliko Tarnovo | 26   | 4  | 9 | 13 | 24:45 | 21   |
| 14.    | Vitosja Bistritsa   | 26   | 0  | 8 | 18 | 12:51 | 8    |

|  | Kampioen   |
|  | Degradatie |

## Tweede fase

### Kampioenengroep
De clubs behouden hun punten uit de eerste fase. 
| Plaats | Club               | Wed. | W  | G  | V  | Saldo | Ptn. |
| ------ | ------------------ | ---- | -- | -- | -- | ----- | ---- |
| 1.     | PFK Ludogorets     | 36   | 27 | 7  | 2  | 91:22 | 88   |
| 2.     | CSKA Sofia         | 36   | 24 | 9  | 3  | 80:26 | 81   |
| 3.     | Levski Sofia       | 36   | 18 | 10 | 8  | 55:27 | 64   |
| 4.     | Beroe Stara Zagora | 36   | 16 | 11 | 9  | 45:43 | 59   |
| 5.     | Botev Plovdiv      | 36   | 15 | 11 | 10 | 62:49 | 56   |
| 6.     | FK Vereja          | 36   | 10 | 6  | 20 | 27:61 | 36   |

|  | Kampioen, gekwalificeerd voor de eerste voorronde Champions League 2018/19 |
|  | Gekwalificeerd voor finale Europa League play-offs                         |
|  | Gekwalificeerd voor de eerste voorronde Europa League 2018/19              |

### Degradatiegroep

#### Groep A
| Plaats | Club               | Wed. | W  | G  | V  | Saldo | Ptn. |
| ------ | ------------------ | ---- | -- | -- | -- | ----- | ---- |
| 1.     | Slavia Sofia (1)   | 32   | 11 | 10 | 11 | 44:44 | 43   |
| 2.     | Tsjerno More Varna | 32   | 11 | 7  | 14 | 33:35 | 40   |
| 3.     | Pirin Blagoëvgrad  | 32   | 7  | 9  | 16 | 29:42 | 30   |
| 4.     | Vitosja Bistritsa  | 32   | 1  | 10 | 21 | 17:60 | 13   |

 (1): Slavia Sofia naam ook aan de kwartfinale deel, maar won op 9 mei de Beker van Bulgarije waardoor ze zich automatisch kwalificeerden voor de voorronde van de Europa League
|  | Gekwalificeerd voor de eerste voorronde Europa League 2018/19 |
|  | Gekwalificeerd kwartfinale play-offs Europa League            |
|  | Degradatie play-offs                                          |

#### Groep B
| Plaats | Club                | Wed. | W  | G  | V  | Saldo | Ptn. |
| ------ | ------------------- | ---- | -- | -- | -- | ----- | ---- |
| 1.     | Septemvri Sofia     | 32   | 12 | 5  | 15 | 32:48 | 41   |
| 2.     | Lokomotiv Plovdiv   | 32   | 9  | 10 | 13 | 26:43 | 37   |
| 3.     | Doenav Roese        | 32   | 8  | 7  | 17 | 24:44 | 31   |
| 4.     | Etar Veliko Tarnovo | 32   | 6  | 10 | 16 | 31:52 | 28   |

|  | Gekwalificeerd kwartfinale play-offs Europa League |
|  | Degradatie play-offs                               |

## Derde fase

### Europa League play-offs
|  | Kwartfinale        | Kwartfinale | Kwartfinale | Kwartfinale |  |                    | Halve finale | Halve finale | Halve finale | Halve finale |
|  |                    |             |             |             |  |                    |              |              |              |              |
|  |                    |             |             |             |  |                    |              |              |              |              |
|  | Tsjerno More Varna | 2           | 2           | 4           |  |                    |              |              |              |              |
|  | Septemvri Sofia    | 1           | 1           | 2           |  |                    |              |              |              |              |
|  |                    |             |             |             |  | Tsjerno More Varna | 2            | 2            | 4            |              |
|  |                    |             |             |             |  | Lokomotiv Plovdiv  | 1            | 2            | 3            |              |
|  | Lokomotiv Plovdiv  | 3           | 3           | 6           |  |                    |              |              |              |              |
|  | Slavia Sofia       | 1           | 0           | 1           |  |                    |              |              |              |              |

Finale
|              |                                                     |       |                    |                      |
| 24 mei 20:30 | Levski Sofia                                        | 4 – 1 | Tsjerno More Varna | Vivacom Arena, Sofia |
| 24 mei 20:30 | Obertan 24' Buș 39' Panajotov 74' Goranov 83' (pen) |       | 56' Fennouche      | Vivacom Arena, Sofia |

### Degradatie play-off
Enkel de winnaar is zeker van het behoud. De verliezende finalist gaat naar de promotie/degradatie play-off. Beide verliezers bekampen elkaar, de winnaar gaat naar de promotie/degradatie play-off en de verliezer degradeert. 
|  | Halve               | Halve | Halve | Halve |  |                     | Finale | Finale | Finale | Finale |
|  |                     |       |       |       |  |                     |        |        |        |        |
|  |                     |       |       |       |  |                     |        |        |        |        |
|  | Etar Veliko Tarnovo | 2     | 1     | 3     |  |                     |        |        |        |        |
|  | Pirin Blagoëvgrad   | 1     | 0     | 1     |  |                     |        |        |        |        |
|  |                     |       |       |       |  | Etar Veliko Tarnovo | 2      | 2      | 4      |        |
|  |                     |       |       |       |  | Doenav Roese        | 0      | 1      | 1      |        |
|  | Vitosja Bistritsa   | 0     | 1     | 1     |  |                     |        |        |        |        |
|  | Doenav Roese        | 1     | 3     | 4     |  |                     |        |        |        |        |

Wedstrijd om de degradatie
| Team #1           | Tot.  | Team #2           | 1ste wed | 2de wed |
| ----------------- | ----- | ----------------- | -------- | ------- |
| Vitosja Bistritsa | 2 - 2 | Pirin Blagoëvgrad | 0 - 1    | 1 - 2   |

### Promotie/degradatie play-off
De nummers twee en drie uit de Vtora Liga spelen voor een plek in de Parva Liga 2018/19. 
|              |                           |       |                    |                                      |
| 24 mei 17:30 | Doenav Roese              | 2 – 1 | Tsarsko Selo Sofia | Botev 1912 Football Complex, Plovdiv |
| 24 mei 17:30 | Karagaren 59' N'Diaye 75' |       | 82' Mintsjev       | Botev 1912 Football Complex, Plovdiv |

|              |                                 |       |                                 |                            |
| 25 mei 20:30 | Vitosja Bistritsa               | 4 – 1 | Lokomotiv Sofia                 | Lokomotiv Stadion, Plovdiv |
| 25 mei 20:30 | Kutev 63' Stefan Hristov 120+5' |       | 4' I. Dimitrov 111' Z. Dimitrov | Lokomotiv Stadion, Plovdiv |
| 25 mei 20:30 | Strafschoppen                   |       |                                 | Lokomotiv Stadion, Plovdiv |
| 25 mei 20:30 | 4-2                             |       |                                 | Lokomotiv Stadion, Plovdiv |

## Kampioen
| Parva Liga 2017/18             |
| Bulgarije                      |
| ------------------------------ |
| LUDOGORETS Kampioen (7° titel) |